# Cigondewah Kidul
Cigondewah Kidul is een bestuurslaag in het regentschap Kota Bandung van de provincie West-Java, Indonesië. Cigondewah Kidul telt 8470 inwoners (volkstelling 2010).